# Cassolus peninsularis
Cassolus peninsularis är en skalbaggsart som beskrevs av Gilbert John Arrow 1907. Cassolus peninsularis ingår i släktet Cassolus och familjen bladhorningar. Inga underarter finns listade.